# Геру, Марсель
Геру, Марсель или Геру, Марциал (фр. Martial Gueroult) (15 декабря 1891, Гавр — 13 августа 1976, Париж) — французский историк философии и философ
, специалист по философии XVII века.

## Биография
Родился в Гавре. В 1913 году окончил Высшую педагогическую школу. Во время Первой мировой войны получил тяжелое ранение и попал в плен.
В 1929—1945 годах был профессором в Страсбурге. В 1945—1951 годах — в Сорбонне. После ухода Э. А. Жильсона стал его преемником в Коллеж де Франс и в 1951—1963 годах заведовал созданной им там кафедрой истории и технологии философских систем (фр." Histoire et technologie des systèmes philosophiques "). В 1963—1964 годах был приглашенным профессором в Свободном университете в Брюсселе.

## Научная деятельность
Особенно важным для Геру было изучение «условий возможности истории философии» вообще.
Полемизировал с Фердинандом Альквие относительно Декарта, поскольку помещал его в истории философии «в порядке аргументов», то есть синхронично, тогда как Альквие, приоритизируя его историческую эволюцию, предлагал изучать его наследие диахронически.
В конце жизни Геру разработал оригинальную концепцию философии истории философии, названной им «дианоэматикой» (от греч. dianoema-учение). Эта концепция изложена Геру в одноимённом труде «Дианоэматика», подготовленном к печати бывшей студенткой ученого в Страсбургском университете Жанетт Дрейфус (1912—1985) и опубликованном посмертно. Первый том, состоящей из трех частей, рассматривает процесс становления и развития истории философии как дисциплины. Второй том, оставшийся незаконченным, посвящён изложению философии истории философии. Геру оказал влияние на Ж.Делёза, М. Фуко, М. Мерло-Понти.
Среди его учеников В. Гольдшмидт (V. Goldschmidt) и Ж. Вюйемен (Jules Vuillemin)(1920—2001).

## Сочинения
- L’Antidogmatisme de Kant et de Fichte, 1920
- La Philosophie transcendantale de Salomon Maimon, 1929
- L’Évolution et la structure de la doctrine de la science chez Fichte, 1930
- Leibniz, Dynamique et métaphysique. Suivi d’une note sur le principe de la moindre action chez Maupertuis, 1934
- Étendue et psychologie chez Malebranche, 1939
- Berkeley. Quatre études sur la perception et sur Dieu, 1956
- Malebranche, 1953—1958
- Descartes selon l’ordre des raisons, 1953
- tome 1 : L'Âme et Dieu
- tome 2 : L'Âme et le corps
- Spinoza, 1968—1974
- tome 1 : Dieu (Éthique, livre I)
- tome 2 : L'Âme (Éthique, livre II)
- Études sur Fichte, 1979